# Широка Руда
Широка Руда — річка в Україні, у межах Липовецького району Вінницької області. Права притока Собу (басейн Південного Бугу). Тече через села Струтинка та Гордіївка. Впадає у Соб за 87 км від гирла. Довжина — 11 км. Площа басейну — 44,2 км².